# Earl Muetterties

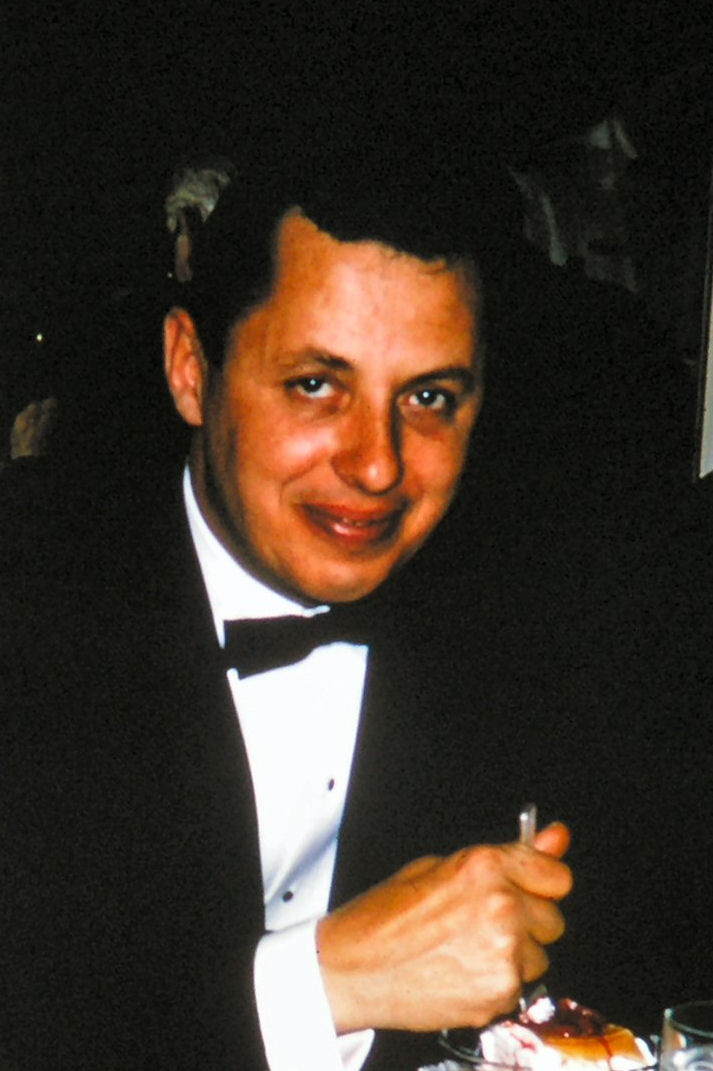
Earl Muetterties beim ACS Meeting Detroit 1965

Earl Leonard Muetterties (* 23. Juni 1927 in  Elgin, Illinois; † 12. Januar 1984 in Oakland, Kalifornien) war ein US-amerikanischer Chemiker. Der Schwerpunkt seiner wissenschaftlichen Arbeit lag auf den Gebieten der Boranchemie, homogenen Katalyse, heterogenen Katalyse und fluktuierende Prozesse in metallorganischen Komplexen.

## Leben und Werk
Muetterties studierte Chemie an der Northwestern University, wo er 1949 seinen Bachelor erwarb. Unter Anleitung von Charles Brown und Eugene G. Rochow an der Harvard University promovierte er über Bor-Stickstoff-Verbindungen Titel: Studies of donor-acceptor bonding.
Nach seinem Abschluss im Jahr 1952 nahm er eine Stelle bei der zentralen Forschung von DuPont an, wo er 1955 zum Research Supervisor befördert wurde. Seine ersten Arbeiten lagen auf dem Gebiet der anorganischen Fluorverbindungen, besonders denen von Schwefel und Phosphor.  In Zusammenarbeit mit William Dale Phillips nutzte er die Kernspinresonanzspektroskopie zur Untersuchung dynamischer Vorgänge in anorganischen Fluorverbindungen.
Seine Arbeiten über Borhydridcluster führte zu verschiedenen polyedrischen Borananionen wie B12H122−. Weiterhin untersuchte er π-Allyl-, Fluoralkyl- und Borhydridkomplexe der Übergangsmetalle. Seine Forschungen dehnte er auf die Untersuchung stereochemisch dynamischer Komplexe aus.  Im Jahr 1965 wurde er Associate Director der zentralen Forschung bei DuPont. Zusätzlich zu Arbeitsgruppen in homogener und heterogener Katalyse gründete er Forschungsgruppen zur Untersuchung der Synthese und der Spektroskopie metallorganischer Komplexe.
Muetterties' akademische Karriere begann mit einem Ergänzungslehrauftrag bei der Princeton University von 1967 bis 1969 und später an der University of Pennsylvania von 1969 bis 1973. In Zusammenarbeit mit dem Monell Chemical Senses Center untersuchte er Wirbeltierpheromone. Nach einem zweimonatigen Lehrauftrag an der Cambridge University im Jahr 1972 nahm er 1973 einen Ruf an die Cornell University an, wo er sich auf das Gebiet der metallorganischen Chemie und der homogenen Katalyse spezialisierte, manchmal in Zusammenarbeit mit Roald Hoffmann. 1971 wurde Muetterties in die American Academy of Arts and Sciences und die National Academy of Sciences gewählt.
Im Jahr 1979 ging er an die University of California in Berkeley, wo er seine Arbeiten über homogene Katalyse und Clusterchemie fortführte. Er dehnte in Berkley sein Arbeitsgebiet auf die Oberflächenchemie aus.
Muetterties unterstützte die Herausgabe der ACS Journals Inorganic Chemistry und Organometallics. Er war im Gremium der Zeitschrift Inorganic Syntheses und gab die 10. Ausgabe heraus. Des Weiteren gab er Bücher über Borchemie und Übergangsmetallhydride heraus und schrieb Reviews über Komplexe mit ungewöhnlichen Koordinationszahlen. Ein Werk über seine Beiträge wurde posthum veröffentlicht.

## Werke (Auswahl)
- Earl Leonard Muetterties (Hrsg.): Transition Metal Hydrides. Verlag Dekker, New York 1972, ISBN 0-8247-1470-9.
- Earl Leonard Muetterties (Hrsg.): Boron Hydride Chemistry. Academic Press, New York 1975, ISBN 0-12-509650-X.